# Петросян, Гарегин Бахшиевич
Гареги́н Ба́хшиевич Петрося́н (арм. Գարեգին Բախշիի Պետրոսյան; 10 сентября 1902, Горис — 4 или 12 декабря 1997, Ереван) — армянский советский учёный в области истории математики.
Доктор физико-математических наук (1955), профессор (1964). Ректор Ереванского государственного университета (1938—1941, 1949—1957). Заслуженный деятель науки Армянской ССР (1967).

## Биография
Родился 10 сентября 1902 года в Горисе. Начальное образование получил на родине.
С 1925 года член КПСС. В 1929 году он окончил физико-математический факультет Ереванского государственного университета. В 1930 году поступил и в 1934 году окончил аспирантуру Московского государственного университета как физик-теоретик. В 1934—1936 годах Петросян одновременно был деканом физико-математического факультета и проректором по учебной работе Ереванского государственного университета. 20 ноября 1935 года, решением центральной аттестационной комиссии при Народном комиссариате просвещения Армянской ССР, Гарегину Петросяну была присуждена учёная степень кандидата физико-математических наук без защиты диссертации и учёное звание доцента. В 1938—1941 годах он был ректором Ереванского государственного университета, одновременно заведовал кафедрой теоретической физики ЕГУ. В 1938—1947 годах — депутат Верховного Совета Армянской ССР I созыва.
В 1941 году Гарегин Петросян добровольно отправился на фронт Великой Отечественной войны. Был назначен на должность заместителя политрука 408-й стрелковой дивизии, участвовал в боях за Северный Кавказ (Туапсинская операция, оборона Гойтхского перевала, Новороссийская операция). 22 октября 1942 года во время контратаки был тяжело ранен. В 1942 году был демобилизован из армии.
В 1943—1949 годах Гарегин Петросян работал на должности учёного секретаря президиума новосозданной Академии наук Армянской ССР. В 1949—1957 годах вновь был ректором Ереванского государственного университета. Его усилиями в ЕГУ были основаны факультет международных связей, кафедра истории физико-математических наук, которой он руководил до 1956 года. В 1950—1958 годах Гарегин Петросян был членом ЦК КП Армении, в 1953—1956 годах — членом бюро ЦК КП Армении. В 1951—1955 годах — депутат Верховного Совета Армянской ССР III созыва. В 1954—1958 годах — депутат Совета Национальностей Верховного Совета СССР IV созыва.
В 1955 году Гарегин Петросян защитил диссертацию на соискание учёной степени доктора физико-математических наук. В 1958—1997 годах был председателем совета по истории естествознания и техники АН Армянской ССР (далее НАН РА). В 1964 году получил учёное звание профессора. В 1965 году Гарегин Петросян был избран членом-корреспондентом Международной академии истории науки. В 1967 году Гарегину Петросяну было присвоено почётное звание Заслуженного деятеля науки Армянской ССР.
Научные работы Гарегина Бахшиевича Петросяна относятся истории математики. Он занимался вопросами истории математики в древней и средневековой Армении. Гарегин Петросян был основателем и главным редактором сборника «История естествознания и техники в Армении».
Гарегин Бахшиевич Петросян скончался 12 декабря 1997 года в Ереване. Похоронен на Шаумянском кладбище Еревана.
- Петросян Г. Б. Из истории математики средневековой Армении = Միջնադարյան Հայաստանի մաթեմատիկայի պատմությունից. — Ереван: изд-во АН Армянской ССР, 1986. — 160 с.
- Петросян Г. Б., Абраамян А. Г. Библиография Анании Ширакаци = Անանիա Շիրակացու մատենագրություն / Э. Б. Агаян, Р. Г. Саргсян. — Ереван: Советский писатель, 1979. — 398 с.
- Петросян Г. Б., Абраамян А. Г. Анания Ширакаци. — Ереван: изд-во ЕГУ, 1970. — 176 с.
- Петросян Г. Б., Абраамян А. Г. Геометрия Евклида = Երկրաչափութիւն Եւգլիտին. — Ереван: изд-во АН Армянской ССР, 1962. — 285 с.
- Петросян Г. Б. Математика в Армении в древности и средневековье = Մաթեմատիկան Հայաստանում հին և միջին դարերում. — Ереван: изд-во ЕГУ, 1959. — 437 с.
- Петросян Г. Б. Об одной попытке нового освещения наследия Давида Анахта (арм.) = Դավիթ Անհաղթի ժառանգության նոր լուսաբանության մի փորձի մասին // Историко-филологический журнал. — 1991. — Թիվ 1. — Էջ 176—184.
- Петросян Г. Б. О времени открытия зодиака и связанных с ним вопросах (арм.) = Կենդանակերպի հայտնագործման ժամանակի և հարակից հարցերի մասին // Историко-филологический журнал. — 1988. — Թիվ 4. — Էջ 162—166.
- Петросян Г. Б. К вопросу о естественнонаучных трудах, приписываемых Ованесу Ерзынкаци-Плузу (арм.) = Հովհաննես Երզնկացի-Պլուզին վերագրվող բնագիտական աշխատությունների հարցի շուրջ // Историко-филологический журнал. — 1985. — Թիվ 3. — Էջ 211—215.
- Петросян Г. Б. Еще раз о «Критиконе» Анании Ширакаци (арм.) = Նորից Անանիա Շիրակացու «Քննիկոնի» մասին // Историко-филологический журнал. — 1983. — Թիվ 4. — Էջ 131—137.
- Петросян Г. Б. «Критикон» Анании Ширакаци (арм.) = Անանիա Շիրակացու «Քննիկոնը» // Историко-филологический журнал. — 1980. — Թիվ 2. — Էջ 212—220.
- Петросян Г. Б. Об армянской географии VII века «Ашхарацуйце» (арм.) = VII հայակական «Աշխարհացոյցի» մասին // Историко-филологический журнал. — 1979. — Թիվ 2. — Էջ 241—246.
- Петросян Г. Б. Об армянской географии VII века «Ашхарацуйце» (арм.) = VII դարի հայկական «Աշխարհացոյցի» մասին // Историко-филологический журнал. — 1979. — Թիվ 2. — Էջ 241—246.
- Петросян Г. Б. Вопросы аналитической геометрии в труде Гукаса Тертерянца «Тригонометрия и конические сечения» (арм.) = Անալիտիկ երկրաչափության հարցերը Ղուկաս Տերտերյանցի «Երեքանկիւնաչափութիւն եւ հատածք կոնի» աշխատությունում // История естествознания и техники в Армении. — Ереван, 1979. — Թիվ 7. — Էջ 67—90.
- Петросян Г. Б. Первая печатная книга по математике на армянском языке (арм.) = Հայերեն առաջին տպագիր մաթեմատիկական գիրքը // История естествознания и техники в Армении. — Ереван, 1973. — Թիվ 5. — Էջ 37—48.
- Петросян Г. Б. Об одной попытке толкования метрологических таблиц «Ашхарацуйца» (арм.) = «Աշխարհացույցի» չափագիտական աղյուսակների լուսաբանության մի փորձի մասին // Историко-филологический журнал. — 1973. — Թիվ 2. — Էջ 227—232.
- Петросян Г. Б. К вопросу о трудах «Итинерарий» и «Астрономическая геометрия» (арм.) = «Մղոնաչափք» և «Աստղաբաշխական երկրաչափութիւն» աշխատությունների հարցի շուրջը // Историко-филологический журнал. — 1972. — Թիվ 4. — Էջ 200—208.
- Петросян Г. Б. Проблема авторства «Ашхарацуйца» (арм.) = «Աշխարհացույցի» հեղինակի առեղծվածը // Вестник общественных наук АН Армянской ССР. — 1971. — Թիվ 10. — Էջ 54—60.
- Петросян Г. Б. Меры длины в древнеармянских источниках и их новая интерпретация (арм.) = Երկարության չափերը հին հայկական աղբյուրներում ու դրանց նոր մեկնաբանությունը // Историко-филологический журнал. — 1970. — Թիվ 3. — Էջ 215—228.
- Петросян Г. Б. Математика в Армении в V—VI веках (арм.) = Մաթեմատիկան Հայաստանում V—VI դարերում // Историко-филологический журнал. — 1966. — Թիվ 1. — Էջ 113—124.
- Петросян Г. Б. О некоторых вопросах истории математики в Древней Армении // Вопросы истории физико-математических наук. — М.: Высшая школа, 1963. — С. 91—95. — 524 с. Архивировано 8 августа 2014 года.
- Петросян Г. Б., Абраамян А. Г. Новонайденный армянский текст геометрии Евклида (арм.) = Եվկլիդեսի երկրաչափության հայերեն նոր բնագիրը // Историко-филологический журнал. — 1962. — Թիվ 1. — Էջ 148—170.
- Петросян Г. Б. О жизни и деятельности выдающегося ученого-математика IX века Левона (арм.) = IX դարի ականավոր գիտնական-մաթեմատիկոս Լևոնի կյանքի ու գործունեության մասին // История естествознания и техники в Армении. — Ереван, 1960. — Թիվ 1. — Էջ 7—20.
- Петросян Г. Б. Армянская математическая литература XVII—XVIII веков (арм.) = Հայկական մաթեմատիկական գրականությունը XVII—XVIII դարերում // Историко-филологический журнал. — 1959. — Թիվ 1. — Էջ 187—201.
- Петросян Г. Б. Учебник арифметики Анания Ширакаци и его значение для истории математики (арм.) = Անանիա Շիրակացու թվաբանության դասագիրքը և նրա նշանակությունը մաթեմատիկայի պատմության համար // Вестник общественных наук АН Армянской ССР. — Թիվ 11—1. — Էջ 19—46.
- Петросян Г. Б. «Полигональные числа» Ованеса Саркавага (арм.) = Հովհաննես Սարկավագի «Անկիւնաւոր թուեր»-ը // Вестник общественных наук АН Армянской ССР. — 1945. — Թիվ 4. — Էջ 23—42.
- Петросян Г. Б. Армянский древнейший перевод Геометрии Эвклида и его значение для истории математики (арм.) = Էվկլիդեսի երկրաչափության հայերեն հնագույն թարգմանությունը և նրա նշանակությունը մաթեմատիկայի պատմության համար // Вестник общественных наук АН Армянской ССР. — 1945. — Թիվ 1—2. — Էջ 59—76.
- Петросян Г. Б. Арифметика в Урарту по урартским клинописям (арм.) = Թվաբանությունը Ուրարտուում ըստ ուրարտական սեպագիր արձանագրությունների // Вестник общественных наук АН Армянской ССР. — 1945. — Թիվ 3—4. — Էջ 55—72.

## Награды
- Орден Отечественной войны 1 степени (1985)[10].
- Орден Трудового Красного Знамени[4][11].
- Медали СССР[7][11].
- Заслуженный деятель науки Армянской ССР (1967)[4].